# WordPress.com
WordPress.com is een internetdienst die zorgt voor de hosting van weblogs. De dienst maakt gebruik van de gelijknamige open-sourcesoftware WordPress, om precies te zijn WordPress MU, de multi-blog van WordPress.

## Geschiedenis
De mogelijkheid om op de website een weblog te plaatsen was in eerste instantie alleen mogelijk op uitnodiging, ook was het wel zo dat op een bepaald moment de gebruikers van de webbrowser Flock ook zonder uitnodiging een weblog op WordPress.com konden beginnen. In november 2005 werd het voor iedereen mogelijk om een weblog op WordPress.com te starten. In maart 2007 waren er meer dan 750.000 weblogs geregistreerd.

## Kenmerken
Registratie is niet nodig om opmerkingen (comments) op weblogs op WordPress.com te lezen of te schrijven, behalve wanneer de weblogger dit in de voorkeuren heeft uitgezet. Registratie is wel nodig om een weblog te beginnen of om mee te werken aan een weblog. De basismogelijkheden en andere mogelijkheden zijn gratis te gebruiken, meestal zonder reclame. Om de dienst te kunnen bekostigen biedt WordPress.com echter ook een kleine hoeveelheid betaalde mogelijkheden aan, waaronder de optie om ongelimiteerd CSS te kunnen bewerken, het aanmaken van een domein en het vergroten van de opslagruimte.
WordPress.com is constant in ontwikkeling en de ontwikkelaars proberen zo veel mogelijk de geregistreerde gebruikers in deze ontwikkeling te betrekken. Zo wordt bijvoorbeeld het arsenaal van thema's constant uitgebreid, worden er nieuwe mogelijkheden en hulpmiddelen voor een weblog toegevoegd, en wordt de integratie tussen de weblogs en andere weblogdiensten steeds verder uitgebreid. De dienst maakt sinds maart 2007 gebruik van OpenID.